# SkyEyes Airways
SkyEyes Airways is een Thaise luchtvaartmaatschappij met haar thuisbasis in Bangkok. Zij voert regelmatige vrachtvluchten uit in de regio.

## Geschiedenis
SkyEyes Airways is opgericht in 1995.

## Bestemmingen
SkyEyes Airways voerde in oktober 2007 lijnvluchten uit naar:
- Bangkok, Chennai, Dubai, Hongkong.

## Vloot
De vloot van SkyEyes Airways bestond in oktober 2007 uit:
- 1 Lockheed L-1011(Classic)